# Sky One
Sky One était une chaîne de divertissement diffusée en Grande-Bretagne et en Irlande, appartenant au groupe British Sky Brodcasting (BSkyB). La chaîne a été lancée le 26 avril 1982 sous le nom de Satellite Television. C’est l’une des plus vieilles chaînes britanniques, derrière BBC One (lancée en 1936), ITV (lancée en 1955) et BBC Two (lancée en 1964). À l’heure actuelle, c’est la huitième chaîne la plus regardée au Royaume-Uni.
La chaîne a fermé ses portes le 1er septembre 2021, son numéro de chaîne étant pris par Sky Showcase et une grande partie de sa bibliothèque de contenu a été déplacée vers Sky Max,,.

## Histoire
Sky1 a été lancée le 26 avril 1982 sous le nom de Satellite Television Ltd, un consortium créé par Brian Hayes, l’ancien directeur de Thames Television. Elle était d’abord diffusée par l’Orbital Test Satellite, destiné aux opérateurs du câble européens ; la Finlande et la Norvège furent les deux premiers pays à autoriser ce type de transmission par câble.
Dans un premier temps, la chaîne connut des difficultés financières : à la fin de l’année 1983, la direction de la chaîne, composée d’anciens membres d’ITV, mit en vente la majorité des parts de la chaîne. C’est Rupert Murdoch (par le biais de son conglomérat News International) qui, désireux de faire son entrée définitive sur le marché de la télévision britannique, acheta ces parts pour le prix symbolique de 1£. Peu après, Murdoch acheta le reste des parts, prenant possession de ce fait de l’intégralité de la compagnie.
Murdoch et la nouvelle direction qu’il mit en place changea en grande partie la programmation de la chaîne, et en janvier 1984 la chaîne fut renommée Sky Channel. La chaîne produisait un certain nombre de ses propres programmes, dont Sky Trax, une émission musicale, et certains programmes pour enfants comme Fun Factory ou The DJ Kat Show. La nouvelle direction adopta aussi une politique plus agressive afin d’atteindre un plus grand nombre de foyers câblés à travers l’Europe.
Les changements effectués par Murdoch ont fait de Sky One la meilleure réussite parmi les premières chaînes du câble et du satellite lancées en Europe à cette période, avec de très bons taux d’écoute, ainsi qu’une bonne pénétration du marché européen, particulièrement dans des pays comme le Benelux et les pays nordiques. Au Royaume-Uni, dans les foyers équipés, la chaîne avait alors une part d’audience de 13 %, dépassant Channel 4 et BBC2 dans ce type de foyer. Les programmes pour enfants atteignaient même 22,4 % de part d’audience, et certains programmes spéciaux de la chaîne firent de meilleures audiences que BBC1 et ITV.
Le 8 juin 1988, Murdoch annonça en conférence de presse son projet : étendre les services de Sky à 4 chaînes, créant ainsi le Sky Television Network. Sky Channel et les trois nouvelles chaînes ainsi créés seraient diffusées par le système satellite Astra et se recentreraient sur le Royaume-Uni.
Le 5 février 1989, le Sky Television Network (Sky Channel, Sky News, Sky Movies et Eurosport) fut lancé et la diffusion depuis le satellite Astra fut effective. De ce fait, la diffusion vers les opérateurs câblés européens fut interrompue. Seul Eurosport, née d’un partenariat entre Sky et l’Union Européenne de Radio-Télévision, était destinée à une diffusion dans toute l’Europe.
Le 30 juillet 1989, Sky Channel fut renommée Sky One, et confirma sa diffusion exclusive en Grande-Bretagne et en Irlande. Mais ce n’est pas avant 1990-91 que la chaîne renouvelle sa programmation, récupérant également de nouveaux annonceurs.
Une chaîne secondaire, Sky Two, fut lancée le 1er septembre 1996 mais fut un échec, et arrêta sa diffusion un an plus tard.
En 2000, une diffusion propre à l’Irlande fut lancée, mais jusqu’à ce jour, les seules différences notables se situent dans les publicités.
En 2002, après avoir lancé un nouveau logo, une autre chaîne secondaire fit son apparition. Destinée dans un premier temps à la rediffusion en différé de programmes de la chaîne principale, elle fut d’abord nommé Sky One Mix, puis Sky Mix ; et enfin Sky Two au moment du lancement d’une troisième chaîne, Sky Three, le 31 octobre 2005.
Juin 2003, la chaîne est diffusée en 16 :9.
Récemment, les parts d’audience de Sky One ont chuté de 9,5 % à 1,1 % en 2009. C’est la chaîne concurrente E4 qui a repris les parts d’audience de Sky One.

## Identité visuelle

### Logos

Logo de Sky One de 2004 à 2008
Logo de Sky1 de 2008 à 2011
Logo de Sky1 de 2011 à 2016
Logo de Sky One de 2020 à 2021

Logo de Sky1 HD de 2008 à 2011
Logo de Sky1 HD de 2011 à 2017

## Programmation

### Programmes américains
À l’heure actuelle, la chaîne compte essentiellement sur les séries américaines, provenant essentiellement de la Fox, que possède également Murdoch. Les Simpson est ainsi un programme récurrent de Sky One depuis ses tout débuts. Pas moins de 5 épisodes sont diffusés chaque soir, et les nouveaux épisodes sont diffusés le dimanche.
Sky One fut également la première chaîne de diffusion des séries des séries Urgences et Friends, obtenant ainsi les meilleures audiences des chaînes satellites. Cependant, quand Channel 4 lança sa chaîne E4, ils récupérèrent les droits de ces deux séries. Sky One conserva malgré tous les droits de rediffusion pour ces séries.
En tout, de très nombreuses séries américaines ont été diffusées pour la première fois sur le sol anglais par Sky One.  En voici une liste non exhaustive :
- X-Files
- Stargate SG-1
- Futurama
- Malcolm
- Buffy
- 24 heures chrono (à partir de la saison 3)
- Stargate Atlantis
- Nip/Tuck (Saisons 1 à 3)
- Battlestar Galactica
- Deadwood
- Bones
- Eureka
- Lost (saisons 3 à 6)
- Prison Break (à partir de la saison 3)
- Fringe
- Cold Case
- Dr House (à partir de la saison 5)
- Stargate Universe
- Les Simpson
- Monster Allergy
- Digimon
- Hamtaro

### Programmes commandés par Sky1
Sky1 commanda plusieurs séries, dont Hex : La Malédiction, un programme fantastique, qui rencontra un bon succès mais fut annulé en avril 2006. Sky1 fut aussi le commanditaire du téléfilm Les Contes du Disque-Monde, basé sur l'œuvre de Terry Pratchett et diffusé à Noël 2006, qui fit la meilleure audience de tous les temps pour un de leurs programmes. Sky1 a également coproduit la série Les 4400 et cofinancé la première saison de Battlestar Galactica.
Sky1 diffuse également de nombreuses émissions de télé-réalité, ainsi qu'un certain nombre de jeux télévisés.

#### Séries dramatiques
- You, Me and the Apocalypse (2015- )

#### Séries comiques
- After Hours (en) (2015- )
- The Kumars at No. 42 (2014- )
- Little Crackers (en) (2010- )
- Moone Boy (2012- )
- Mount Pleasant (en) (2011-)
- Stella (2012- )
- A Touch of Cloth (2012- )
- Trollied (en) (2011- )
- Yonderland (en) (2013- )
- Sick Note (depuis 2017)

#### Téléréalité et jeux
- Bring the Noise (2015-2021)
- Duck Quacks Don't Echo (2014-2021)
- A League of Their Own (2010-2021)
- The Moaning of Life (2013- )